# Istok Rodeš
Istok Rodeš (Varaždin, 27. siječnja 1996.), hrvatski alpski skijaš.
Nastupio je na Svjetskom prvenstvu 2015. u Beaver Creeku , SAD, u  super -G.
2016. postao je svjetski juniorski prvak u slalomu, na olimpijskoj stazi u Sočiju. 
Rezultate karijere ostvario je u sezoni 2018./19. kada je ostvario sedmo mjesto na zagrebačkoj Snježnoj kraljici s početnim brojem 37 i u talijanskoj Madonni di Campiglio s početnim brojem 66.
Osvojio je mali kristalni globus u slalomu u Europa Cupu 2019. godine – natjecanje rang ispod svjetskog kupa.
Bio je 9. u slalomskoj utrci Svjetskog kupa u Wengenu 14. siječnja 2024. godine te 11. tjedan dana kasnije u Kitzbuhelu.

## Rezultati

#### Olimpijske igre 2018.
U veljači 2018. godine nastupao je na Olimpijskim igrama u Pyeongchangu u disciplini slalom osvojivši 21. mjesto.
| Slalom       | nadnevak          | plasman | vrijeme | zaostatak |
| ------------ | ----------------- | ------- | ------- | --------- |
| prva vožnja  | 22. veljače 2018. | 18.     | 49.60   | +1.88     |
| druga vožnja | 22. veljače 2018. | 21.     | 51.81   | +2.42     |